# Луций Статилий
Лу́ций Стати́лий (лат. Lucius Statilius; казнён 5 декабря 63 года до н. э., Рим, Римская республика) — римский политический деятель, участник заговора Катилины.

## Биография
Луций Статилий принадлежал к всадническому сословию. В 63 году до н. э. он примкнул к заговору, организованному Луцием Сергием Катилиной. «По слухам», как пишет Саллюстий, Статилий должен был совместно с Публием Габинием Капитоном в условленный момент организовать поджог Рима в 12 местах, «дабы вызванной этим суматохой облегчить доступ к консулу и другим людям, на которых готовились покушения». Вместе с другими заговорщиками Статилий написал ряд писем к галльскому племени аллоброгов, в которых содержалось предложение выступить на их стороне. Тит Вольтурций, который должен был доставить эти послания, был арестован преторами на Мульвиевом мосту в ночь на 3 декабря. После этого были схвачены и остальные. Статилия передали на поруки Гаю Юлию Цезарю.
На заседании сената 5 декабря развернулась бурная дискуссия о том, что делать с арестованными. Гай Юлий Цезарь настаивал на пожизненном заключении в разных городах Италии, но победила крайняя точка зрения, предполагавшая смертную казнь. Луция Статилия в числе прочих доставили в Мамертинскую тюрьму и там удавили петлёй.